# تری اندرسون
تری اندرسون (انگلیسی: Terry Anderson; ۱۱ مارس ۱۹۴۴ – c. ۲۴ ژانویهٔ ۱۹۸۰) بازیکن فوتبال اهل بریتانیا بود.
از باشگاه‌هایی که در آن بازی کرده‌است می‌توان به باشگاه فوتبال کولچستر یونایتد، باشگاه فوتبال آرسنال، باشگاه فوتبال کرو آلکساندرا، باشگاه فوتبال اسکانتورپ یونایتد، باشگاه فوتبال نوریچ سیتی، و باشگاه فوتبال کولچستر یونایتد اشاره کرد.